# Ioannis Jristu
Ioannis Jristu –en griego, Ιωάννης Χρηστου– (Kastoriá, 23 de junio de 1983) es un deportista griego que compitió en remo.
Ganó dos medallas en el Campeonato Mundial de Remo, en los años 2010 y 2011, y ocho medallas en el Campeonato Europeo de Remo entre los años 2007 y 2015.
Participó en tres Juegos Olímpicos de Verano, entre los años 2008 y 2016, ocupando el cuarto lugar en Londres 2012 y el octavo en Río de Janeiro 2016, en la prueba de cuatro sin timonel.

## Palmarés internacional
| Campeonato Mundial | Campeonato Mundial          | Campeonato Mundial | Campeonato Mundial |
| Año                | Lugar                       | Medalla            | Prueba             |
| ------------------ | --------------------------- | ------------------ | ------------------ |
| 2010               | Cambridge (Nueva Zelanda)   | Medalla de bronce  | Dos sin timonel    |
| 2011               | Bled (Eslovenia)            | Medalla de plata   | Cuatro sin timonel |
| Campeonato Europeo |                             |                    |                    |
| Año                | Lugar                       | Medalla            | Prueba             |
| 2007               | Poznań (Polonia)            | Medalla de oro     | Doble scull        |
| 2008               | Maratón (Grecia)            | Medalla de oro     | Scull individual   |
| 2009               | Brest (Bielorrusia)         | Medalla de plata   | Scull individual   |
| 2010               | Montemor-o-Velho (Portugal) | Medalla de oro     | Dos sin timonel    |
| 2011               | Plovdiv (Bulgaria)          | Medalla de oro     | Cuatro sin timonel |
| 2012               | Varese (Italia)             | Medalla de oro     | Cuatro sin timonel |
| 2014               | Belgrado (Serbia)           | Medalla de plata   | Cuatro sin timonel |
| 2015               | Poznań (Polonia)            | Medalla de plata   | Cuatro sin timonel |